# Gesellschaft für öffentliche Arbeiten AG
Gesellschaft für öffentliche Arbeiten AG (Bolaget för offentliga arbeten AB) var ett statligt tyskt bolag under 1930-talet, med uppgift att skapa arbetstillfällen genom att finansiera infrastruktursatsningar.
Bolagets organisation och projektinriktning kan ses som ett tidigt försök att genomföra de ekonomiska teorier som lagts fram av John Maynard Keynes. Försöken var mindre framgångsrika, främst beroende på att Tyskland vid den här tiden saknade de rätta konstitutionella och politiska instrumenten. Som exempel på bolagets projekt kan ses de byggnadsarbeten som syftade till att förbereda landet för krigstillstånd.